# 特瑞莎·克莉希南
特瑞莎·克莉希南（英語：Trisha Krishnan，1983年5月4日—）或稱藝名特瑞莎（英語：Trisha），印度女演員，主要出演泰米爾語及泰盧固語電影。她在1999年贏得欽奈小姐選美比賽冠軍後聲名鵲起，從而進入電影界。特瑞莎經常被稱為「南印女王」（Queen of South India），且獲得諸多獎項，涵蓋南印度電影觀眾獎、泰米爾納德邦電影獎和南迪獎。她也曾出演馬拉雅拉姆語、印地語和卡納達語電影，收入在印度女演員中名列前茅。
特瑞莎的首次亮相是在泰米爾電影《夫妻》（1999年）中出演小配角，隨後在電影《不虞之恋》（2002年）中擔任主角。她因出演成功的泰米爾電影《薩米》（2003年）、《冒險小子》（2004年）、《阿倫》（2005年）和《為了你和我》（2006年）以及在泰盧固電影《雨》（2004年）、《妹夫闯情关》（2005年）、《归来的他》（2005年）、《女人的話有不同的意義》（2007年）而成名，並獲得了三座印度電影觀眾獎最佳泰盧固女主角。
她憑藉電影《卡塔米塔》在印地語電影首次亮相，以《力量》（2014年）首次亮相卡納達語，而馬拉雅拉姆語電影處女作則是《嘿，裘德》（2018年）。她在《旗幟》（2016年）及《96》（2018年）中的演出贏得影評界一致好評，為自己分別獲得了印度電影觀眾評論獎最佳泰米爾女主角與印度電影觀眾獎最佳泰米爾女主角。之後也出演了《人生若只初相见》（2015年）、《不眠森林》（2015年）、《龐妮·塞爾文》（2022年）、《龐妮·塞爾文二部曲》（2023年）、《啡常火拼》（2023年）及《絕婚殺機》（2025年）等商業電影。

## 早年及家庭
特瑞莎·克莉希南1983年5月4日生於泰米尔纳德邦馬德拉斯（現欽奈）的泰米爾帕拉卡德艾耶，父母是克莉希南·艾耶（Krishnan Iyer）與烏瑪·克莉希南（Uma Krishnan）她在欽奈教堂公園（Church Park）的聖心預科學校（Sacred Heart Matriculation School）完成學業，後來在欽奈的埃蒂拉吉女子學院攻讀工商管理學學士學位課程。她進軍模特兒行業並出演過多部平面和電視廣告。1999年，她贏得了「塞勒姆小姐」（Miss Salem）選美大賽冠軍，同年又贏得了欽奈小姐選美大賽冠軍。她還贏得了2001年印度小姐選美大賽的「美麗微笑」（Beautiful Smile）獎。
特瑞莎最初的夢想是成為犯罪心理學家，但想先完成學業而拒絕從事演藝事業。2000年，她在法爾貢尼·帕塔克的MV〈願我的蘇奈正高高飛揚〉（Meri Chunar Udd Udd Jaye）中飾演艾伊莎·塔基亞的朋友。後來電影導演普利亞當沙邀請她在泰米爾電影《輕輕地，輕輕地》（2003年）中扮演角色，展開她的演藝身涯。大學期間，她的拍攝日程非常緊張，使學業很難繼續下去。她透過參加暑期課程來彌補這一點。
父親於2012年10月逝世。母親烏瑪·克莉希南經常陪同特瑞莎拍攝電影、參加各種活動和聚會，她們還曾一起出演商業廣告。特瑞莎談到與母親的關係：「業內的每個人和朋友們都知道我和媽媽的關係有多親密。她一直是我堅強的後盾，無論順境逆境，都宛如磐石般支持著我。」

## 私生活
特瑞莎與母親、祖母住在欽奈。特瑞莎會說泰米爾語、英語、印地語和法語。她堅持素食飲食。

## 延伸閱讀
- . Sify. 2010. （原始内容存档于2017-03-15）.

## 外部連結
- 特瑞莎·克莉希南的X（前Twitter）
- 特瑞莎·克莉希南在互联网电影资料库（IMDb）上的資料（英文）
- 特瑞莎·克莉希南在爛番茄上的頁面（英文）